# Blaincourt-sur-Aube
Pour l’article homonyme, voir Blaincourt-lès-Précy.
Pour l’article ayant un titre homophone, voir Blincourt.
Blaincourt-sur-Aube est une commune française, située dans le département de l'Aube en région Grand Est (ex-région Champagne-Ardenne).

## Géographie
La commune est à 31 kilomètres de Troyes, à 28 kilomètres de Bar-sur-Aube et à 8 kilomètres de Brienne-le-Château.
Elle est située sur le penchant d'un coteau et le village est bâti sur la rive gauche de l'Aube.
Elle fait partie du parc naturel régional de la Forêt d'Orient.
| Pel-et-Der | Précy-Notre-Dame    |        |
| Brévonnes  | Blaincourt sur Aube | Épagne |
|            | Mathaux             |        |

### Hydrographie
La commune est dans la région hydrographique « la Seine de sa source au confluent de l'Oise (exclu) » au sein du bassin Seine-Normandie. Elle est drainée par l'Aube, le Fossé 01 des Cotats, le Fossé 04 de la commune de Précy-Notre-Dame et le Fossé 08 de la Garenne,.
L'Aube, d'une longueur de 249 km, prend sa source dans la commune d'Auberive et se jette  dans la Seine à Marcilly-sur-Seine, après avoir traversé 82 communes.

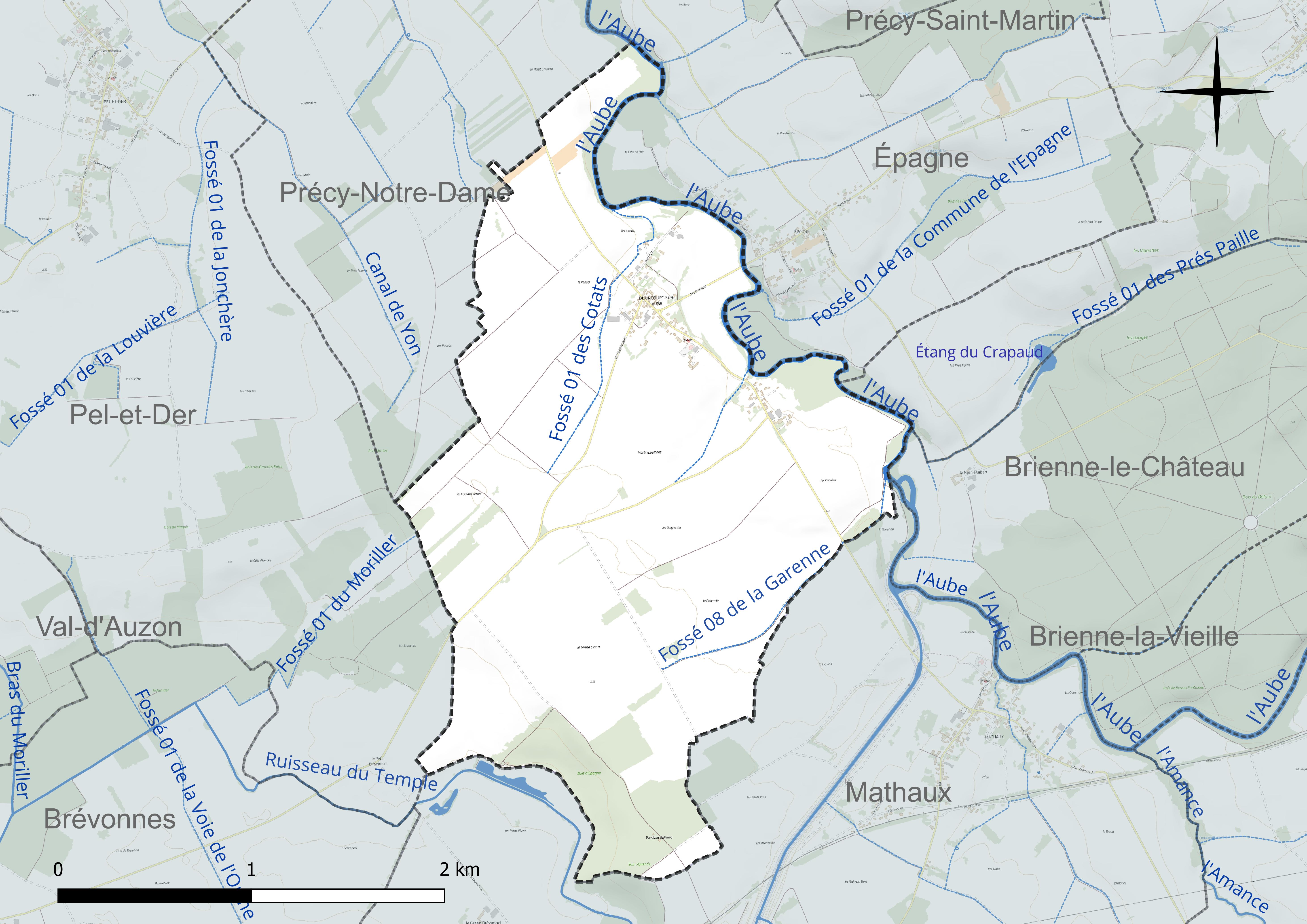
Réseau hydrographique de Blaincourt-sur-Aube.

### Climat
Pour des articles plus généraux, voir Climat du Grand Est et Climat de l'Aube.
En 2010, le climat de la commune est de type climat océanique dégradé des plaines du Centre et du Nord, selon une étude du Centre national de la recherche scientifique s'appuyant sur une série de données couvrant la période 1971-2000. En 2020, Météo-France publie une typologie des climats de la France métropolitaine dans laquelle la commune est exposée à un climat océanique altéré et est dans la région climatique Lorraine, plateau de Langres, Morvan, caractérisée par un hiver rude (1,5 °C), des vents modérés et des brouillards fréquents en automne et hiver.
Pour la période 1971-2000, la température annuelle moyenne est de 10,5 °C, avec une amplitude thermique annuelle de 15,9 °C. Le cumul annuel moyen de précipitations est de 757 mm, avec 12,3 jours de précipitations en janvier et 8,2 jours en juillet. Pour la période 1991-2020, la température moyenne annuelle observée sur la station météorologique de Météo-France la plus proche, « Mathaux-Étape », sur la commune de Mathaux à 3 km à vol d'oiseau, est de 11,5 °C et le cumul annuel moyen de précipitations est de 733,9 mm. 
La température maximale relevée sur cette station est de 41,5 °C, atteinte le 25 juillet 2019 ; la température minimale est de −18 °C, atteinte le 2 janvier 1997,,.
Les paramètres climatiques de la commune ont été estimés pour le milieu du siècle (2041-2070) selon différents scénarios d'émission de gaz à effet de serre à partir des nouvelles projections climatiques de référence DRIAS-2020. Ils sont consultables sur un site dédié publié par Météo-France en novembre 2022.

## Urbanisme

### Typologie
Au 1er janvier 2024, Blaincourt-sur-Aube est catégorisée commune rurale à habitat dispersé, selon la nouvelle grille communale de densité à 7 niveaux définie par l'Insee en 2022.
Elle est située hors unité urbaine. Par ailleurs la commune fait partie de l'aire d'attraction de Troyes, dont elle est une commune de la couronne,. Cette aire, qui regroupe 209 communes, est catégorisée dans les aires de 200 000 à moins de 700 000 habitants,.

### Occupation des sols
L'occupation des sols de la commune, telle qu'elle ressort de la base de données européenne d’occupation biophysique des sols Corine Land Cover (CLC), est marquée par l'importance des territoires agricoles (83,4 % en 2018), en diminution par rapport à 1990 (87,8 %). La répartition détaillée en 2018 est la suivante : 
terres arables (82,2 %), forêts (12,2 %), zones urbanisées (4,4 %), prairies (1,1 %). L'évolution de l’occupation des sols de la commune et de ses infrastructures peut être observée sur les différentes représentations cartographiques du territoire : la carte de Cassini (XVIIIe siècle), la carte d'état-major (1820-1866) et les cartes ou photos aériennes de l'IGN pour la période actuelle (1950 à aujourd'hui).

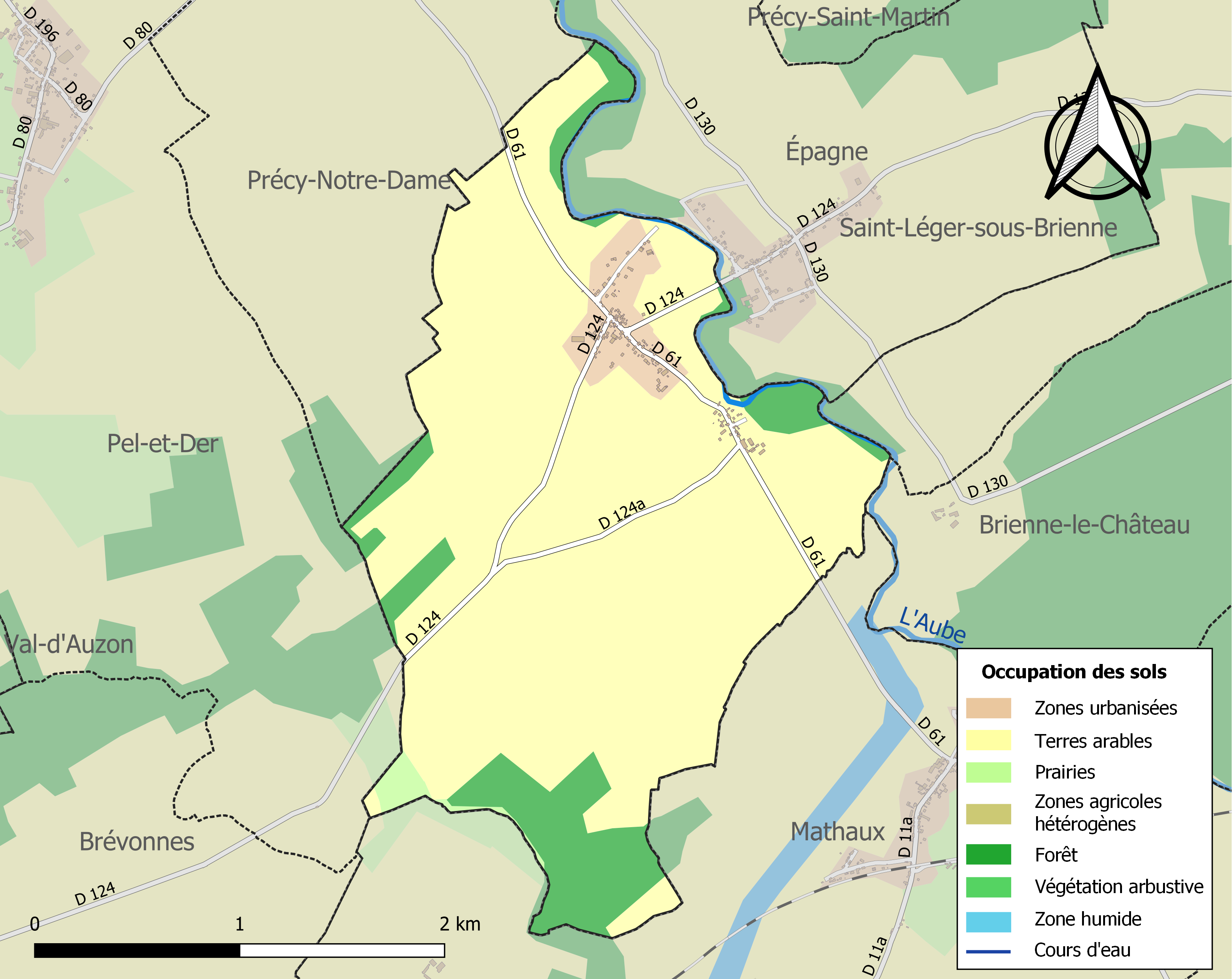
Carte des infrastructures et de l'occupation des sols de la commune en 2018 (CLC).

## Histoire
La commune est mentionnée à partir de 1143 sous le nom de Blincourt. Elle est indiquée sur la carte de Cassini sous le nom de Bleincourt.
L'ancien hameau de Vaubercey (partie nord du bourg) a été rattachée à Blaincourt (partie sud du bourg). C'est un ancien fief seigneurial avec château mentionné en 1173 sous le nom de Vatiberce. À partir de 1716, Vaubercey n'est plus mentionné pour l’impôt de la taille et est complètement incorporé à Blaincourt.
Blaincourt-sur-Aube et Vaubercey sont deux anciennes seigneuries du comté de Brienne.

### Étymologie
Le nom de Blaincourt paraît dater de l'époque franque. Il se compose du mot Blain (Blin ou Belin), d'origine celtique et signifiant mouton, et du suffixe Court appartenant à la basse latinité et désigne non seulement une habitation de campagne placée au milieu d'un terrain fermé de murailles ou de haies vives, et servant de verger ou de pâturage, mais surtout la maison seigneuriale avec ses dépendances.
Les mots Blain, Blin, Belin, Bélier et Mouton, sont devenus des noms de famille encore usités aujourd'hui.
La traduction du nom Blaincourt serait donc : Domaine de Blain.
Quant à Vaubercey, son origine remonterait également à l'époque franque. Valdo Beretus, écrit Valdeberlus dans la chronique de Frédégaire, signifierait "brillant par la lumière". Valdebertiacus voudrait dire : Propriété de Valdebertus.

### Culture
Le sol est très fertile et permet la culture des céréales. Les prés y étaient relativement rares, mais il y a quand même eu des élevages de bestiaux. Toutefois, le drainage des prés a permis d'augmenter la surface des cultures, qui avaient un meilleur rendement.
Vers 1860, la culture du chanvre était développée à grande échelle sur la commune. En hiver, les villageois les convertissait en fil qui était revendu aux tisserand de Brienne-le-Château, Dienville ou  de Lesmont qui produisaient des linge de ménage grossier mais de bonne facture. Le chènevis était écrasés dans les huileries voisines et donnait de l'huile pour l'éclairage. Quant aux résidus, transformés en pain, ils étaient donnés à manger aux animaux. L'arrivée des huiles minérales, plus économiques, ont mis fin à la culture du chanvre dans la région.

### Vignes
Blaincourt a également eu quelques vignes, mais le chemin de fer a favorisé l'importation de vins du midi moins onéreux.
En 1640, à la demande des habitants de Blaincourt qui considèrent que leurs vignes étaient la plus grande partie de leurs biens, le seigneur du lieu construit un pressoir banal ainsi qu'un bâtiment pour le mettre à couvert. Ce pressoir existait encore en 1755.
En 1711, le seigneur de Blaincourt possédait à Vaubercey un pressoir non affermé.
En 1784, un pressoir banal, fermé de bâtiments, est situé à Blaincourt au lieu-dit l'enclos de Jacques Plançon.

### Pèche
Les poissons de l'Aube étaient nombreux et excellents, et produisaient donc de la richesse. On pouvait y trouver truites, perches, brochets, barbeaux, anguilles, tanches, carpes, brèmes, chevesnes, vilnats, ablettes, vandoises, gardons, lottes, goujons, vérons... Il y avait aussi autrefois des écrevisses à pattes rouges.
Les seigneurs du lieu ainsi que les moines de l'abbaye de Basse-Fontaine avaient un droit de pèche sur la rivière., mais Jehanne de Châtillon, duchesse d'Athènes et comtesse de Brienne, donne en 1348 aux habitants de Blaincourt le droit d'y pécher (à la ligne et sans plomb), y abreuver leurs bestiaux, y rouir le chanvre et y faire toutes leurs autres nécessités en tout temps. Ce droit leur fut confirmer par Antoine de Luxembourg, comte de Brienne en 1549.
Le prieur de Blaincourt possédait également un droit de pèche, lequel lui fut confirmer par une charte de Gautier V, comte de Brienne, en 1308.

### Bois
Bien que considérée comme navigable, l'Aube n'a servi que pour l'approvisionnement en bois, notamment de Paris.
En 1684, les acquéreurs des coupes de bois des forêts de Brienne et de Piney commencèrent à jeter dans l'Aube à bois perdu ce qui provoqua de grandes détériorations pour les bords de la rivière, ce qui entraina des procès à l'encontre des flotteurs.
Pendant la Révolution, le flottage à bûches perdues se faisait à grande échelle dans la rivière d'Aube, et les marchands qui expédiaient ces bois vers Paris avaient établi un port (ou dépôt de bois), à Blaincourt,
Vers l'an 1810, le flottage à bûches perdues a été abandonné, mais la rivière a encore été utilisée pour le transport des bois de charpente venant du port de Brienne-la-Vieille jusqu'à la fin du XIXe siècle. Toutefois, à la suite des dommages provoqués, la rivière aurait quitté son lit en amont de l'ancien moulin de Blaincourt, et court aujourd'hui dans celui de la fausse-rivière.

### Moulins
Les moines de l'abbaye de Basse-Fontaine ont construit un moulin sur les bords de l'Aube à Blaincourt vers la fin du XIIe siècle.
En 1695, une usine à fouler les lainages a été construite et fonctionnait avec le moulin.
En 1863, une scierie à fonctionner avec la moulin pendant cinq ou six années.
Ce moulin semble avoir existé jusqu'à la fin du XIXe siècle.
Les moines de l'abbaye de Basse-Fontaine semblent avoir possédé un autre moulin à Vaubercey pendant les XIIe et XIIIe siècles.

### Ponts et bac
Un pont à pied, en bois, tenant au moulin de Blaincourt, mettait ce dernier en communication avec l'île formée par la rivière dite fausse-rivière (ou Rivière-des-Ruisseaux). Un autre pont en bois, construit vers 1786,  permettait de franchir l'Aube et de rejoindre Epagne. Antérieurement à ces ponts, la traversée de la rivière se faisait à l'aide d'une nacelle entretenue par les religieux de Basse-
Fontaine, propriétaires du moulin.
À Vaubercey, un bac semble exister depuis l'époque franque, au-dessus du gué actuel, dans l'endroit occupé par le pont.
Lors des grandes eaux, les ponts, gués et bacs devenaient impraticables, et il fallait faire un long détour pour franchir la rivière sur les ponts de Brienne-la-Vieille ou de Lesmont.

### Léproserie
Au XIIIe siècle, la lèpre, maladie rapportée des Croisades, a fait de nombreuses victimes. Le village de Blaincourt fut doté d'une léproserie, probablement fondée par les chanoines de l'abbaye Saint-Loup de Troyes, qui venaient de fonder un prieuré dans cette paroisse.
Un accord conclu entre eux et les religieux de l'abbaye de Basse-Fontaine en 1240, ne laisse aucun doute sur l'existence d'un établissement de ce genre mais aucun document ne fait connaître l'importance de cette léproserie et l'époque de sa disparition.

## Politique et administration
| Période                                  | Période   | Identité       | Étiquette | Qualité           |
| ---------------------------------------- | --------- | -------------- | --------- | ----------------- |
| mars 2001                                | juin 2020 | Guy Voulminot  |           | Retraité agricole |
| juin 2020                                | en cours  | Francis Choffé |           | Ancien employé    |
| Les données manquantes sont à compléter. |           |                |           |                   |

## Démographie
L'évolution du nombre d'habitants est connue à travers les recensements de la population effectués dans la commune depuis 1793. Pour les communes de moins de 10 000 habitants, une enquête de recensement portant sur toute la population est réalisée tous les cinq ans, les populations de référence des années intermédiaires étant quant à elles estimées par interpolation ou extrapolation. Pour la commune, le premier recensement exhaustif entrant dans le cadre du nouveau dispositif a été réalisé en 2006.

En 2022, la commune comptait 98 habitants, en évolution de −9,26 % par rapport à 2016 (Aube : +0,7 %, France hors Mayotte : +2,11 %).
| 1793 | 1800 | 1806 | 1821 | 1831 | 1836 | 1841 | 1846 | 1851 |
| ---- | ---- | ---- | ---- | ---- | ---- | ---- | ---- | ---- |
| 269  | 256  | 296  | 272  | 274  | 265  | 303  | 309  | 274  |

| 1856 | 1861 | 1866 | 1872 | 1876 | 1881 | 1886 | 1891 | 1896 |
| ---- | ---- | ---- | ---- | ---- | ---- | ---- | ---- | ---- |
| 264  | 252  | 243  | 234  | 236  | 212  | 206  | 175  | 175  |

| 1901 | 1906 | 1911 | 1921 | 1926 | 1931 | 1936 | 1946 | 1954 |
| ---- | ---- | ---- | ---- | ---- | ---- | ---- | ---- | ---- |
| 153  | 143  | 134  | 130  | 119  | 119  | 126  | 108  | 100  |

| 1962 | 1968 | 1975 | 1982 | 1990 | 1999 | 2006 | 2011 | 2016 |
| ---- | ---- | ---- | ---- | ---- | ---- | ---- | ---- | ---- |
| 106  | 111  | 102  | 105  | 86   | 87   | 95   | 96   | 108  |

| 2021 | 2022 | - | - | - | - | - | - | - |
| ---- | ---- | - | - | - | - | - | - | - |
| 103  | 98   | - | - | - | - | - | - | - |

## Lieux et monuments
- Église du XVIe siècle (mais plusieurs restaurations modernes), placée sous le vocable de Saint-Loup.

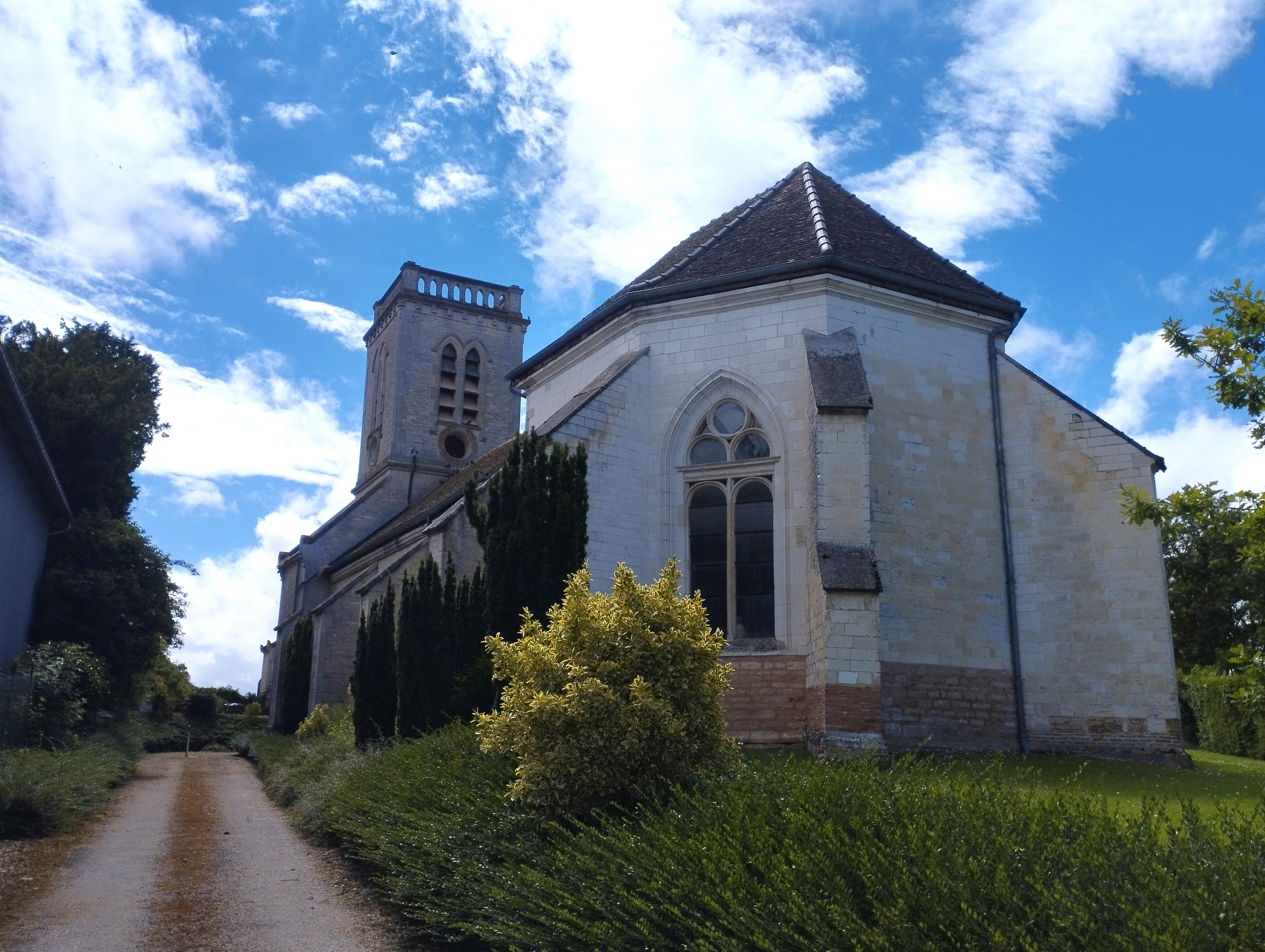
L'abside de l'église Saint-Loup de Blaincourt-sur-Aube.

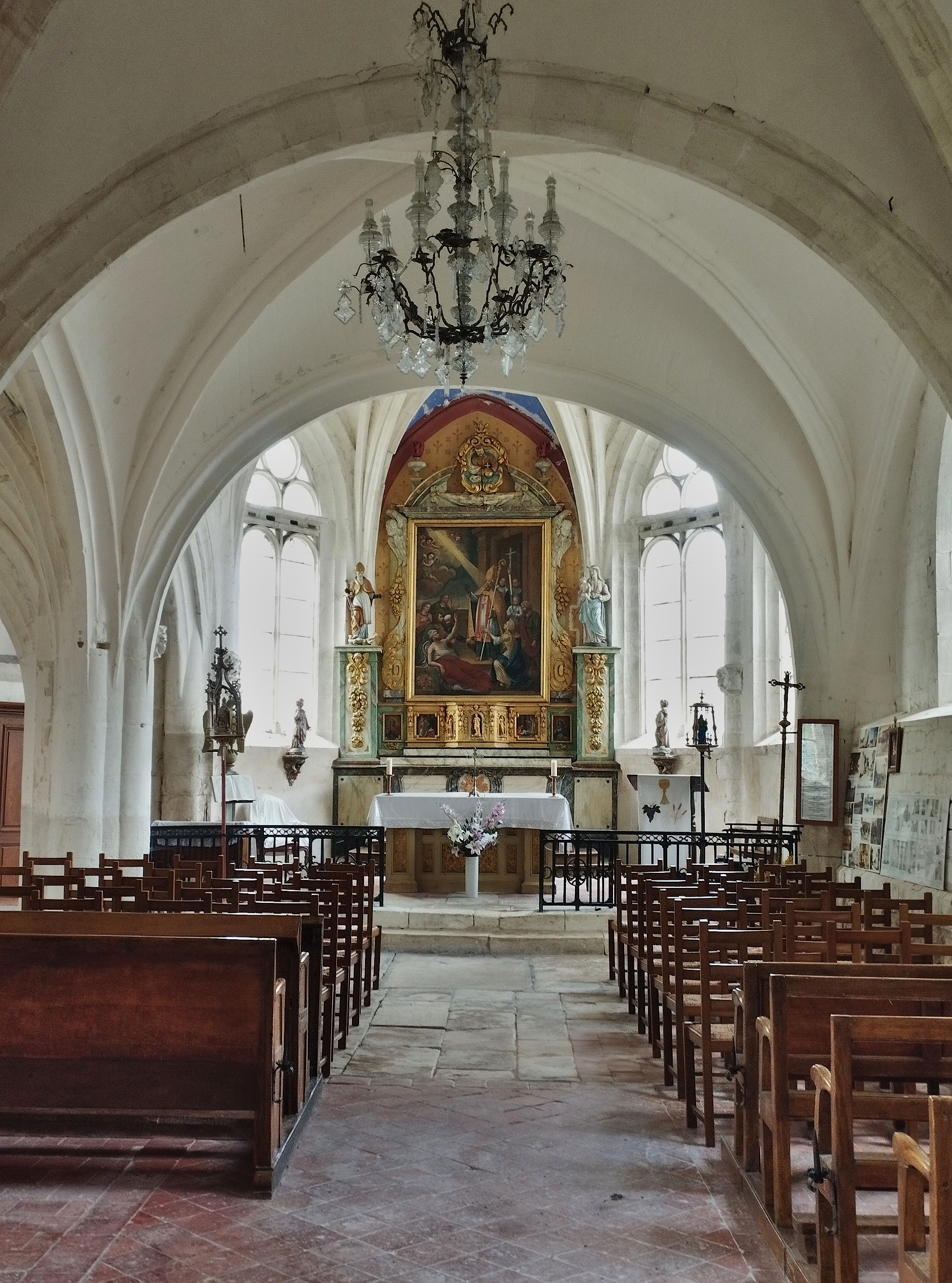
L'intérieur de l'église Saint-Loup, après restauration du mobilier, des murs et de l'autel.

## Personnalités liées à la commune
- Antoine Marie Charles Garnier, homme politique français dont la carrière se déroula pendant la période de la Révolution, est mort à Blaincourt-sur-Aube.